# 劉時斆
劉時斆（1435年—1494年），字用行，四川成都府內江縣人，民籍，治《書經》，年三十歲中式天順八年甲申科第三甲第二十二名進士。正月二十五日生，行六，由國子生中式四川鄉試第二名舉人，會試中式第五十七名。

## 家族
曾祖劉得賢；祖劉友義；父劉鑑；母曾氏。具慶下，妻田氏，兄時學（縣丞）；時泰；時廉；時習；時良；時萬。